# 光泽鳖甲蜗牛
光泽鳖甲蜗牛（学名：Petalochlamys nitidus），是柄眼目鳖甲蜗牛科Petalochlamys的一种。主要分布于台湾，常栖息在中低海拔山区落叶堆下。